# William Hurt
William McChord Hurt (Washington D. C., 20 de marzo de 1950-Portland, Oregón, 13 de marzo de 2022) fue un actor estadounidense. Su debut cinematográfico fue como un científico en la película de ciencia ficción de Ken Russell Altered States, estrenada en 1980, por la que recibió una nominación al Globo de Oro a la nueva estrella del año.
Hurt obtuvo tres nominaciones consecutivas al premio Óscar al mejor actor, por El beso de la mujer araña (1985), Children of a Lesser God (1986) y Broadcast News (1987), ganando por la primera de ellas. En años posteriores, interpretó a Thunderbolt Ross en las películas del Universo cinematográfico de Marvel The Incredible Hulk (2008), Capitán América: Civil War (2016), Avengers: Infinity War (2018), Avengers: Endgame (2019) y Black Widow (2021).

## Biografía
Hurt nació el 20 de marzo de 1950 en Washington D. C., hijo de Claire Isabel (de soltera McGill; 1923-1971),  que trabajaba para Time Inc., y Alfred McChord Hurt (1910-1996), que trabajaba para la Agencia de los Estados Unidos para el Desarrollo Internacional y el Departamento de Estado.  Tenía dos hermanos.Con su padre, vivió en Lahore, Mogadiscio y Jartum. Sus padres se divorciaron y, en 1960, su madre se casó con Henry Luce III (1925-2005), hijo del editor Henry Luce.
Hurt asistió a la Escuela Middlesex, donde fue vicepresidente del Club de Teatro y protagonizó varias obras escolares. Se graduó en 1968 y su anuario predijo: «Quizás incluso lo veas en Broadway». Hurt asistió a la Universidad Tufts y estudió teología, pero se dedicó a la actuación y se unió a la Escuela Juilliard (División de Teatro, Grupo 5 : 1972-1976).
Se inició en el mundo de la actuación trabajando durante un periodo dilatado en teatros regionales, primero en el estado de Oregón y más adelante en Nueva York, donde participó en un festival de teatro de William Shakespeare. 

## Trayectoria en el cine
Su debut en el cine ocurrió en 1980, interpretando a un científico que realiza experimentos consigo mismo en Altered States. Al año siguiente se convirtió en una estrella al actuar junto a Kathleen Turner en la película de suspense Fuego en el cuerpo (1981) de Lawrence Kasdan. Con sus siguientes películas, Reencuentro y Gorky Park, de 1983, Hurt consolidó su prestigio como actor de carácter, capaz de interpretar muy diversos personajes de forma convincente. 
La película de 1985 El beso de la mujer araña (basada en la novela homónima de Manuel Puig), en la que hizo el papel de un escaparatista homosexual prisionero en una cárcel brasileña durante la dictadura, le mereció un premio Óscar al mejor actor principal, así como el premio de la Academia Británica de Cine y del Festival de Cannes en la misma categoría. En 1986 realizó el drama Children of a Lesser God junto a Marlee Matlin, siendo nominado por segunda vez al premio Óscar. La película fue aclamada por la crítica y recibió seis nominaciones, llevándose un Óscar a mejor actriz principal para Matlin. En 1987 realiza otra gran interpretación en Al filo de la noticia, siendo nominado por tercera vez consecutiva al premio Óscar a mejor actor principal, junto a Holly Hunter y Albert Brooks, también nominados. En 1988 vuelve a trabajar junto a Kathleen Turner en el filme de Lawrence Kasdan El turista accidental, donde Geena Davis se llevó el Óscar a mejor actriz de reparto.
Posteriormente, Hurt recibió nominaciones al Óscar a Mejor Actor por interpretar a un profesor de oratoria en una escuela para sordos que se enamora de un conserje sordo en Children of a Lesser God (1986) y por interpretar a un presentador de noticias de televisión tonto en Broadcast News al año siguiente. Broadcast News, una comedia romántica dirigida por James L. Brooks, se convertiría en la película más aclamada de Hurt, con una inclusión en el Registro Nacional de Cine de la Biblioteca del Congreso en 2018.
Después de otras interpretaciones en películas de gran presupuesto, es con El doctor, de 1991, que Hurt inició una etapa en la que se dedicó a filmes más exigentes desde lo actoral y menos vistos por el gran público. Por ello los críticos vieron en esos años un cierto ocaso de Hurt como estrella de cine, si bien reconocían su prestigio como actor. Sin embargo, era el mismo Hurt quien se definía a sí mismo como actor de carácter, sin importarle la condición de estrella. Más adelante siguió la misma trayectoria, eligiendo papeles que significasen un reto para su capacidad interpretativa. Hurt también ha ido actuando regularmente en películas y miniseries de televisión.
En 1993 se le ofreció el papel del Dr. Grant en Parque Jurásico, película que dirigió Steven Spielberg. Hurt rechazó el trabajo sin haber leído el guion y su lugar fue ocupado por Sam Neill. Para 1998 sí aceptó ponerse en la piel del profesor John Robinson en el blockbuster Perdidos en el espacio. 
Dieciocho años después de su tercera candidatura al Óscar, de nuevo fue nominado por su breve pero intensa aparición en Una historia de violencia (2005), de David Cronenberg, en la que da vida a un jefe de la mafia de Boston.
En junio de 2007, Marvel Studios anunció que Hurt interpretaría al general Thaddeus "Thunderbolt" Ross en la película de 2008 The Incredible Hulk junto a Edward Norton, Liv Tyler y Tim Roth. Hurt repitió su papel en cuatro películas adicionales del Universo Cinematográfico de Marvel (MCU): Capitán América: Civil War (2016),  Vengadores: Infinity War (2018), Vengadores: Endgame (2019) y Black Widow (2021). Harrison Ford luego asumiría el papel de Ross después de la muerte de Hurt en Capitán América: Un mundo feliz (2025).  Durante este tiempo actuó en Vantage Point (2008), The Yellow Handkerchief (2008) y Robin Hood (2010).
En 2009, Hurt se convirtió en un actor regular de la serie de FX "Da'mages'" , interpretando a un denunciante corporativo junto a Glenn Close y Marcia Gay Harden. Por su papel en la serie, recibió una nominación al Premio Primetime Emmy 2009 como Actor de Reparto en una Serie Dramática. En septiembre de 2010, Hurt interpretó al Secretario del Tesoro de los Estados Unidos, Henry Paulson, en la película de HBO "Too Big to Fail" , una adaptación del libro de Andrew Ross Sorkin. También interpretó al Capitán Ahab en la adaptación televisiva de 2011 de la novela "Moby-Dick" de Herman Melville. Hurt iba a interpretar a Gregg Allman en la película "Midnight Rider" , pero abandonó la producción tras un accidente en el set.
En 2018, Hurt fue elegido para protagonizar The Coldest Game (2019), pero tras lesionarse en un accidente fuera de set, fue reemplazado por Bill Pullman.  En uno de sus últimos papeles, Hurt actuó junto a F. Murray Abraham en un episodio independiente de Mythic Quest en 2021. Hurt tenía previsto aparecer en la serie Pantheon y las películas The Fence, Men of Granite y Edward Enderby antes de su muerte en marzo de 2022, aunque finalmente solo apareció en Pantheon.

## Fallecimiento
En mayo de 2018, se anunció que Hurt padecía un cáncer de próstata terminal que ya había hecho metástasis en los testículos. Murió por complicaciones de la enfermedad en su casa de Portland, Oregón, el 13 de marzo de 2022, a la edad de 71 años.

## Filmografía

### Cine
| Año  | Título                                               | Personaje                       |
| ---- | ---------------------------------------------------- | ------------------------------- |
| 1980 | Altered States                                       | Profesor Eddie Jessup           |
| 1981 | Eyewitness                                           | Daryll Deever                   |
| 1981 | Fuego en el cuerpo                                   | Ned Racine                      |
| 1983 | Reencuentro                                          | Nick Carlton                    |
| 1983 | Gorky Park                                           | Arkady Renko                    |
| 1985 | El beso de la mujer araña                            | Luis Molina                     |
| 1986 | Children of a Lesser God                             | James Leeds                     |
| 1987 | Broadcast News                                       | Tom Grunick                     |
| 1988 | La fuerza del destino                                | Martin Larraneta                |
| 1988 | The Accidental Tourist                               | Macon Leary                     |
| 1990 | Te amaré hasta que te mate                           | Harlan James                    |
| 1990 | Marilyn Hotchkiss' ballroom dancing and charm school | Steve Mills (voz)               |
| 1990 | Alice                                                | Doug Tate                       |
| 1991 | El doctor                                            | Doctor Jack MacKee              |
| 1991 | Hasta el fin del mundo                               | Sam Farber, alias Trevor McPhee |
| 1992 | La peste                                             | Doctor Bernard Rieux            |
| 1993 | Un marido para mi mujer                              | Tom                             |
| 1994 | Ispoved neznakomtsu                                  | The Stranger                    |
| 1994 | Traición al jurado                                   | Tommy Vesey                     |
| 1994 | Second Best                                          | Graham Holt                     |
| 1995 | Smoke                                                | Paul Benjamin                   |
| 1996 | Jane Eyre                                            | Rochester                       |
| 1996 | Romance en Nueva York                                | Henry Harriston                 |
| 1996 | Michael                                              | Frank Quinlan                   |
| 1997 | Loved                                                | K. D. Dietrickson               |
| 1998 | Dark City                                            | Inspector Frank Bumstead        |
| 1998 | Promesas incumplidas                                 | Arthur Barret                   |
| 1998 | Perdidos en el espacio                               | Profesor John Robinson          |
| 1998 | Cosas que importan                                   | George Gulden                   |
| 1999 | Cuarto piso                                          | Greg Harrison                   |
| 1999 | The big brass ring                                   | William Blake Pellarin          |
| 1999 | Sunshine                                             | Andor Knorr                     |
| 1999 | Presa del pánico                                     | Walter Richmond                 |
| 2000 | The simian line                                      | Edward                          |
| 2000 | The Miracle Maker                                    | Jairus (voz)                    |
| 2000 | The contaminated man                                 | David R. Whitman                |
| 2001 | A.I. Inteligencia artificial                         | Profesor Hobby                  |
| 2001 | Rare Birds                                           | Dave                            |
| 2001 | Rivière-des-Jérémie                                  | G. Adam Davidson, alias Gad     |
| 2002 | Changing Lanes                                       | Doyle's Sponsor                 |
| 2002 | Lo más cercano al cielo                              | Matt                            |
| 2002 | Tuck Everlasting                                     | Angus Tuck                      |
| 2002 | Robert Hanssen - Maestro de espías                   | Robert P. Hanssen               |
| 2004 | Mariposa azul                                        | Alan Osborne                    |
| 2004 | The Village                                          | Edward Walker                   |
| 2005 | The King                                             | Pastor David Sandow             |
| 2005 | A History of Violence                                | Richie Cusack                   |
| 2005 | Hunt for Justice                                     | General Mortimer                |
| 2005 | Neverwas                                             | Doctor Peter Reed               |
| 2005 | Syriana                                              | Stan                            |
| 2006 | The legend of Sasquatch                              | John Davis (voz)                |
| 2006 | Beautiful Ohio                                       | Simon Messerman                 |
| 2006 | El buen pastor                                       | Philip Allen                    |
| 2007 | Mr. Brooks                                           | Marshall                        |
| 2007 | Into the Wild                                        | Walt McCandless                 |
| 2008 | Vantage Point                                        | President Ashton                |
| 2008 | The Yellow Handkerchief                              | Brett                           |
| 2008 | The Incredible Hulk                                  | Thunderbolt Ross                |
| 2008 | Beast of Bataan                                      | General Jonathan Wainwright     |
| 2009 | Endgame                                              | Willie Esterhuyse               |
| 2009 | The Countess                                         | Gyorgy Thurzo                   |
| 2010 | Robin Hood                                           | William Marshal                 |
| 2013 | The Host                                             | Jeb Stryder                     |
| 2014 | Winter's Tale                                        | Isaac Penn                      |
| 2016 | El Héroe de Berlín                                   | Jeremiah Mahoney                |
| 2016 | Capitán América: Civil War                           | Thunderbolt Ross                |
| 2018 | Avengers: Infinity War                               | Thunderbolt Ross                |
| 2018 | The Miracle Season                                   | Ernie Found                     |
| 2019 | Avengers: Endgame                                    | Thunderbolt Ross                |
| 2019 | The Last Full Measure                                | Tully                           |
| 2021 | Black Widow                                          | Thunderbolt Ross                |

### Televisión
| Año  | Título                                                      | Personaje           |
| ---- | ----------------------------------------------------------- | ------------------- |
| 1977 | Kojak                                                       | Jake                |
| 1977 | The best of families                                        | James Lathrop       |
| 1978 | Verna: USO girl                                             | Walter              |
| 1982 | El sueño de una noche de verano                             | Oberon              |
| 1981 | All the way home                                            | Jay Follet          |
| 1998 | The King of Queens                                          | Doctor Taber        |
| 2000 | Dune                                                        | Duque Leto Atreides |
| 2001 | The flamingo rising                                         | Turner Knight       |
| 2001 | Varian's War                                                | Varian Fry          |
| 2004 | Frankenstein                                                | Profesor Waldman    |
| 2006 | Pesadillas y alucinaciones de las historias de Stephen King | Jason Renshaw       |
| 2011 | Too big to fail                                             | Henry Paulson       |
| 2015 | Humans                                                      | George Millican     |
| 2022 | Pantheon                                                    | Stephen Holstrom    |

## Premios y nominaciones
Premios Óscar
| Año  | Categoría              | Trabajo nominado          | Resultado |
| ---- | ---------------------- | ------------------------- | --------- |
| 1986 | Mejor Actor            | El beso de la mujer araña | Ganador   |
| 1987 | Mejor Actor            | Children of a Lesser God  | Nominado  |
| 1988 | Mejor Actor            | Broadcast News            | Nominado  |
| 2006 | Mejor Actor de Reparto | A History of Violence     | Nominado  |

Premios BAFTA
| Año  | Categoría   | Trabajo nominado          | Resultado |
| ---- | ----------- | ------------------------- | --------- |
| 1985 | Mejor Actor | El beso de la mujer araña | Ganador   |

Globos de Oro
| Año  | Categoría                      | Trabajo nominado          | Resultado |
| ---- | ------------------------------ | ------------------------- | --------- |
| 1987 | Mejor Actor - Drama            | Children of a Lesser God  | Nominado  |
| 1986 | Mejor Actor - Drama            | El beso de la mujer araña | Nominado  |
| 1981 | Nueva estrella del año - Actor | Altered States            | Nominado  |

Festival Internacional de Cine de Cannes
| Año  | Categoría   | Trabajo nominado          | Resultado |
| ---- | ----------- | ------------------------- | --------- |
| 1985 | Mejor actor | El beso de la mujer araña | Ganador   |